# 木內玲子
木內玲子（日语：／ Kiuchi Reiko，1968年7月10日—），日本女性配音員。出身於東京都。自由身。舊藝名。A型血。
代表作有《數碼寶貝大冒險02》（本宮大輔）、《冒險王比特》系列（比特）等。

## 簡歷
東映學院青年部本科畢業。
曾隸屬於東映學院、紅屋25時（2001年—2002年）、賢Production（2003年—2019年）。

## 人物
特長：英語、唱歌。

## 演出
粗體字表示主要角色。

### 電視動畫
1997年
- 夢之蠟筆王國（月之子兄弟、男孩子、孔雀的孩子、噼哩卡拉、賣柴火的少年 等）

1999年
- 小魔女DoReMi（1999年—2002年，杉山豐和、魔女琳、敏捷、佐藤夏美、魔女莎莉班 等）4系列
- 數碼寶貝大冒險（滾球獸）
- HUNTER×HUNTER (1999年版)（卡娜莉亞）

2000年
- 數碼寶貝大冒險02（本宮大輔、許氏三兄弟三男、安娜、礦石獸／角龍獸、大輔的兒子）
- 咕嚕咕嚕魔法陣 心跳♡傳說（絲愛娜〈少女〉／命運之女神[6]）

2001年
- 網球王子（凱文·史密斯）

2002年
- 金肉人II世（2002年—2006年，前川環）3系列[系列 1]
- 閃靈二人組（馬米坦、男孩子、女性、少年）
- 沙漠的海賊！隊長庫珀（日语：砂漠の海賊!キャプテンクッパ）（村莊婦人）
- 十二國記（居民）
- 電光快車俠2（太太）

2003年
- 妮嘉尋親記（鶴城健之助[8][9]、朱古力[9]）
- 死體兵（日语：ダイバージェンス・イヴ）（萊兒·馮·艾兒提亞納）
- 釣魚迷日記（淺川哲也）
- DEAR BOYS（聖亞6號）
- 鋼之鍊金術師（2003年—2004年，藥局老闆、兒子）
- 鼻毛真拳（2003年—2005年，阿母（日语：ボボボーボ・ボーボボ (架空の人物)）〈少年時期〉、補丁波波（日语：融合戦士））
- ONE PIECE（2003年—2016年，荷莉、瓦夷帕〈少年時期〉[10]、珠寶·波妮[11]）

2004年
- 混沌武士（占卜師、老婦人、阿瀧）
- 光與水的女神（中村航汰）
- 雙戀（小敬介）
- 光之美少女（奇力亞）
- BLEACH（阿散井戀次〈少年時期〉）
- 冒險王比特（2004年—2006年，比特[12][13]）2系列
- 美崎紀事 ～死體兵～（日语：ダイバージェンス・イヴ）（萊兒·馮·艾兒提亞納）
- 妄想代理人

2005年
- 新宇宙飛龍（2005年—2006年，碧莉亞·李察特臣）
- 神樣中學生（輪胎之神）
- 甲蟲王者 森林居民的傳說（楚姬）
- 我的主人愛作怪（中林義貴的母親）
- 棒球大聯盟 1st season（夏目翔太）
- 雪之女王（延斯）

2006年
- SIMOUN（阿努比杜夫）
- 飛天小女警Z（伸一、比比）
- 真仙魔大戰（2006年—2007年，聖光元氣'[14]）

2007年
- 王牌投手 振臂高揮（2007年—2010年，泉惠子）2系列
- 蠟筆小新（男孩A）
- 鬼太郎 (第5作)（2007年—2008年，釜鳴（日语：鳴釜）、健司）

2008年
- 道子與哈金（女）

2010年
- Heartcatch 光之美少女！（三浦明良）

2012年
- 數碼寶貝合體戰爭 ～穿越時空的少年獵人們～（本宮大輔）

2018年
- ONE PIECE 空島特別篇（日语：ONE PIECE エピソードオブ空島）（瓦夷帕〈少年時期〉）

### 電影動畫
2000年
- 劇場版 小魔女DoReMi ♯ 願望之花（杉山豐和）
- 數碼寶貝大冒險02 前篇、後篇（本宮大輔）

2001年
- 數碼寶貝大冒險02：超惡魔獸的逆襲（本宮大輔）

2002年
- 金肉人II世：肌肉人參爭奪！超人大戰爭（前川環[15]）

2004年
- 犬夜叉：紅蓮的蓬萊島（綠）
- 劇場版 魔法少年賈修：第101個魔物（2004年，魔界小學的學生）

2007年
- 劇場版 Yes！光之美少女5：鏡之國的奇蹟大冒險！（闇之水天使）

2008年
- 劇場版 棒球大聯盟：友情的一球（夏目翔太）

### OVA
- 快打旋風ZERO -THE ANIMATION-（2000年，瞬）
- 小魔女DoReMi 童年秘密篇（2004年，杉山豐和）

### 網路動畫
- 麟光之翼（2005年，福魯斯爾·科茲）

### 遊戲
2001年
- 數碼寶貝03馴獸師之王 Battle Evolution（日语：デジモンテイマーズ バトルエボリューション）（本宮大輔）
- 哈利·波特：神秘的魔法石（德拉科·馬爾福）

2002年
- 復活邪神：無限傳說（日语：アンリミテッド:サガ）（諾斯、法兒）
- 哈利·波特：消失的密室（德拉科·馬爾福）

2004年
- 幻想水滸傳IV（日语：幻想水滸伝IV）（基卡）
- 哈利·波特：阿茲卡班的逃犯（德拉科·馬爾福）
- 最後一戰2（米蘭達·奇斯中校）

2005年
- Rhapsodia（日语：Rhapsodia）（基卡）
- 狀況開始！（青江妙子）
- 火爆玫瑰（艾莎、修女A）

2010年
- 數碼寶貝合體戰爭 超數碼大戰（日语：デジモンクロスウォーズ　超デジカ大戦）（本宮大輔）
- ONE PIECE 大決戰！（日语：ONE PIECE ギガントバトル!）（珠寶·波妮）

2011年
- ONE PIECE 無限巡航 SP（珠寶·波妮）
- ONE PIECE 大決戰！2 新世界（日语：ONE PIECE ギガントバトル! 2 新世界）（珠寶·波妮）

2012年
- 重力異想世界（尤吉、沙札）

2014年
- ONE PIECE 超級偉大航路之爭！X（珠寶·波妮）

2015年
- ONE PIECE KINGS（珠寶·波妮）

2017年
- 重力異想世界完結篇（尤吉）
- 永恆綠洲（日语：Ever Oasis 精霊とタネビトの蜃気楼）

2023年
- 言靈戰士（日语：共闘ことばRPG コトダマン）（本宮大輔[16]）

### 廣播劇CD
- 最終神話戰爭伊特奧佩拉系列（尼刻）
  - 第1章 分裂的神話
  - 第2章 彷徨的冥界之門
  - 第3章 光輝的悠遠女神
- dear 【親愛的】（瑪利亞·克雷特）
- 數碼寶貝大冒險02 通往夏天的門（本宮大輔）
- 色誘中毒（男性友人）[注 1]
- 鋼之鍊金術師 奧格塔萊之霧（神秘的老婦人）
- 小魔女DoReMi17（魔女琳）

### 外語配音

#### 電影
- 一千零一夜
- 美麗新世界2：女王任務（英语：Asterix & Obelix: Mission Cleopatra）
- 瘋狂的塞西爾（英语：Cecil B. Demented）
- 哭泣寶貝（英语：Cry-Baby）
- YaYa私密日記（英语：Divine Secrets of the Ya-Ya Sisterhood (film)）
- 天敵
- 新婚告急
- 倚天屠龍記之魔教教主
- 反恐特警組
- 玉蒲團之玉女心經
- 新所羅門王（英语：Solomon & Sheba (1995 film)）
- 愛情魔咒（英语：The Curse of the Jade Scorpion）
- 老爸老媽愛出牆（英语：Town & Country (film)）
- 整人專家
- 我是誰

#### 電視影集
- 淘氣小子看世界（英语：Boy Meets World）
- CSI犯罪現場
- CSI犯罪現場：邁阿密 (第4季)（金·米爾斯〈莉亞·莫雷諾·楊（英语：Lea Moreno Young）〉）
- 六人行
- 春日華爾滋
- 杜魯·卡瑞秀（英语：The Drew Carey Show）
- 拉字至上（肖恩·麥卡琴〈凱瑟琳·莫寧〉）
- 危急最前線（英语：Third Watch）

#### 動畫
- 由姜說的話（英语：As Told by Ginger）
- 正義聯盟（斯克魯、火山（英语：Volcana (DC Comics)）、蝙蝠車的聲音）
- 超人：動畫系列（火山／克萊爾·賽爾頓（英语：Volcana (DC Comics)））
- 鄉下人（休依·弗里曼）
- 彭彭丁滿歷險記

### 音樂CD
- 數碼寶貝大冒險02 最好的夥伴 (7) 本宮大輔&V仔獸（2007年7月26日）
- ONE PIECE 縱貫日本！47都府道縣CD in 岩手 EAT WORLD, TAKE ALL（2015年1月28日）
  - 「EAT WORLD, TAKE ALL」（珠寶·波妮）

### 旁白
- 動物星球頻道
- NNN今日事件
- NEWS ZERO
- 瑪莎·史都華生活

## 腳註

## 外部連結
- 木內玲子 （日語）—Talent Date Bank
- （日語）—WEB THE TELEVISION（日语：ザテレビジョン）
- （日語）—goo人名事典
- 木內玲子 （日語）—KINENOTE
- 木內玲子 （日語）—oricon
- 木內玲子 （日語）—MOVIE WALKER PRESS（日语：MOVIE WALKER PRESS）
- 木內玲子 （日語）—電影.com（日语：映画.com）
- 木內玲子 （日語）—allcinema（日语：allcinema）
- 日本電影數據庫（JMDb）上木內玲子的資料（日語）